# OK-GLI

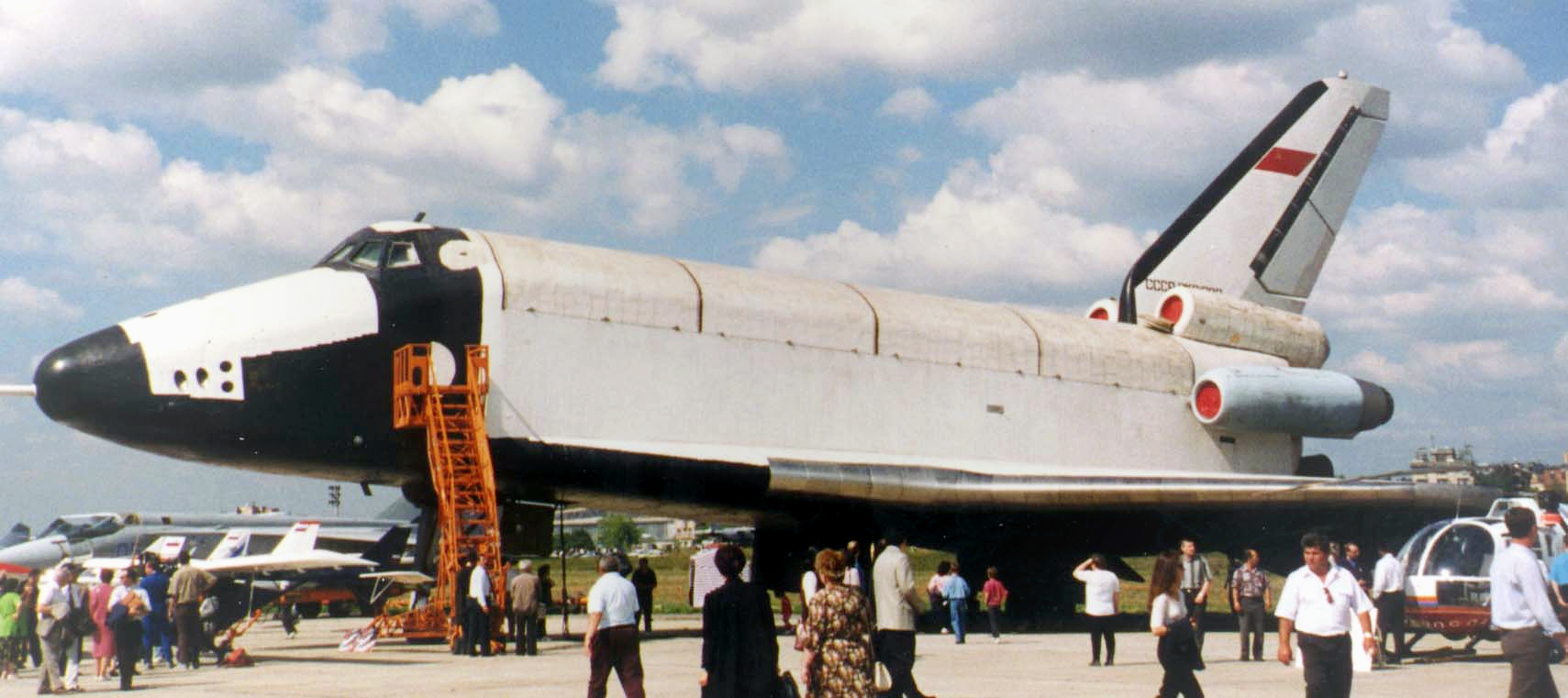
OK-GLI au Salon international aérospatial de Moscou en 1997.

L'appareil OK-GLI (Bourane Analog BTS-02) est un véhicule d'essai soviétique (Bourane aerodynamic analogue) du programme de la navette spatiale Bourane. Il a été construit en 1984, et a été utilisé pour 25 vols tests entre 1985 et 1988 avant d'être retiré. Il est maintenant exposé au musée des techniques de Spire en Allemagne.

## Construction
Le développement de Bourane a commencé au début des années 1970 comme une réponse au programme de la navette spatiale américaine. La construction des navettes a commencé en 1980 et en 1984 le premier Bourane à grande échelle a été déployé. Le premier vol d'essai suborbital d'une maquette a eu lieu en juillet 1983. Comme le projet avançait, cinq vols supplémentaires de maquettes ont été réalisées.
Le véhicule d'essai OK-GLI (Bourane Analog BTS-02 ou « Bourane analogique aérodynamique ») a été construit en 1984. Il est équipé de quatre réacteurs Lyulka AL-31 montés à l'arrière (le réservoir de carburant pour les moteurs occupe un quart de la soute). Cette navette Bourane pouvait décoller par ses propres moyens, comme un véritable avion, pour effectuer ses vols d'essais, contrairement à la navette de test équivalente du programme américain, Enterprise, qui est entièrement sans moteur et était lancée depuis un avion porteur.
Les réacteurs étaient utilisés pour décoller d'une piste d'atterrissage normale, et une fois qu'OK-GLI avait atteint un point désigné, les moteurs étaient coupés et OK-GLI retournait sur Terre en planant. Cela a fourni de précieuses informations sur les caractéristiques de pilotage manuel ou automatique de la conception Bourane.

## Vols d'essai
Neuf essais de roulage et vingt-cinq vols d'essai d'OK-GLI ont été réalisés, après quoi la navette a été « usée ». Tous les tests et les vols ont été effectués à Baïkonour.
| Date             | Description        | Vitesse maximale | Altitude maximale | Temps      | Équipages / Notes                                                   |
| ---------------- | ------------------ | ---------------- | ----------------- | ---------- | ------------------------------------------------------------------- |
| 29 décembre 1984 | Essai de roulage 1 | 45 km/h          |                   | 5 minutes  | Rimantas Stankevičius, Igor Volk                                    |
| 2 août 1985      | Essai de roulage 2 | 200 km/h         |                   | 14 minutes | Rimantas Stankevičius, Igor Volk                                    |
| 5 octobre 1985   | Essai de roulage 3 | 270 km/h         |                   | 12 minutes | Rimantas Stankevičius, Igor Volk                                    |
| 15 octobre 1985  | Essai de roulage 4 | 300 km/h         |                   |            | Rimantas Stankevičius, Igor Volk                                    |
| 10 novembre 1985 | Vol 1              | 480 km/h         | 1 500 m           | 12 minutes | Rimantas Stankevičius, Igor Volk                                    |
| 15 novembre 1985 | Essai de roulage 5 | 170 km/h         |                   | 12 minutes | Rimantas Stankevičius, Igor Volk                                    |
| 3 janvier 1986   | Vol 2              | 520 km/h         | 3 000 m           | 36 minutes | Rimantas Stankevičius, Igor Volk                                    |
| 6 avril 1986     | Essai de roulage 6 |                  |                   | 14 minutes | Anatoli Levchenko, Alexandr Shchukin                                |
| 27 mai 1986      | Vol 3              | 540 km/h         | 4 000 m           | 23 minutes | Rimantas Stankevičius, Igor Volk                                    |
| 11 juin 1986     | Vol 4              | 530 km/h         | 4 000 m           | 22 minutes | Rimantas Stankevičius, Igor Volk                                    |
| 20 juin 1986     | Vol 5              | 600 km/h         | 4 500 m           | 25 minutes | Anatoli Levchenko, Alexandr Shchukin                                |
| 28 juin 1986     | Vol 6              | 650 km/h         | 5 000 m           | 23 minutes | Anatoli Levchenko, Alexandr Shchukin                                |
| 10 décembre 1986 | Vol 7              | 700 km/h         | 4 000 m           | 24 minutes | Rimantas Stankevičius, Igor Volk. Premier atterrissage automatique. |
| 23 décembre 1986 | Vol 8              | 750 km/h         | 6 000 m           | 17 minutes | Rimantas Stankevičius, Igor Volk                                    |
| 29 décembre 1986 | Vol 9              |                  |                   | 17 minutes | Anatoli Levchenko, Alexandr Shchukin                                |
| 16 février 1987  | Vol 10             |                  |                   | 28 minutes | Rimantas Stankevičius, Igor Volk                                    |
| 25 février 1987  | Vol 11             |                  |                   | 19 minutes | Rimantas Stankevičius, Igor Volk                                    |
| 29 mars 1987     | Essai de roulage 7 |                  |                   | 2 minutes  | Anatoli Levchenko, Alexandr Shchukin                                |
| 30 mars 1987     | Essai de roulage 8 |                  |                   | 25 minutes | Anatoli Levchenko, Alexandr Shchukin                                |
| 21 mai 1987      | Vol 12             |                  |                   | 20 minutes | Anatoli Levchenko, Alexandr Shchukin                                |
| 25 juin 1987     | Vol 13             |                  |                   | 19 minutes | Rimantas Stankevičius, Igor Volk                                    |
| 5 octobre 1987   | Vol 14             |                  |                   | 21 minutes | Alexandr Shchukin, Igor Volk. Atterrissage automatique.             |
| 15 octobre 1987  | Vol 15             |                  |                   | 19 minutes | Ivan Bachurin, Aleksei Boroday                                      |
| 16 janvier 1988  | Vol 16             |                  |                   |            | Rimantas Stankevičius, Igor Volk                                    |
| 24 janvier 1988  | Vol 17             |                  |                   |            | Ivan Bachurin, Aleksei Boroday                                      |
| 23 février 1988  | Vol 18             |                  |                   | 22 minutes | Rimantas Stankevičius, Igor Volk                                    |
| 4 mars 1988      | Vol 19             |                  |                   | 32 minutes | Rimantas Stankevičius, Igor Volk                                    |
| 12 mars 1988     | Vol 20             |                  |                   |            | Ivan Bachurin, Aleksei Boroday                                      |
| 23 mars 1988     | Vol 21             |                  |                   |            | Ivan Bachurin, Aleksei Boroday                                      |
| 28 mars 1988     | Vol 22             |                  |                   |            | Ivan Bachurin, Aleksei Boroday                                      |
| 2 avril 1988     | Vol 23             |                  |                   | 20 minutes | Rimantas Stankevičius, Igor Volk                                    |
| 8 avril 1988     | Vol 24             |                  |                   |            | Rimantas Stankevičius, Igor Volk                                    |
| 15 avril 1988    | Vol 25             |                  |                   | 19 minutes | Rimantas Stankevičius, Igor Volk                                    |
| 29 décembre 1989 | Essai de roulage 9 |                  |                   |            | Rimantas Stankevičius, Viktor Zabolotski                            |

## Après la retraite
Après que le programme a été annulé, OK-GLI a été entreposé à la base aérienne de Joukovski, près de Moscou, où il a été exposé pendant la session annuelle du Salon international aérospatial de Moscou. En 2000, Bourane Analog a été vendu à une compagnie australienne appelée Buran Space Corporation (BSC), détenue par l'astronaute australien Paul Scully-Power. Il a été démonté et transporté par bateau à Sydney, en Australie via Göteborg, en Suède, arriva le 9 février 2000, et apparut comme une attraction touristique statique sous une grande structure provisoire à Darling Harbour pour quelques années,.

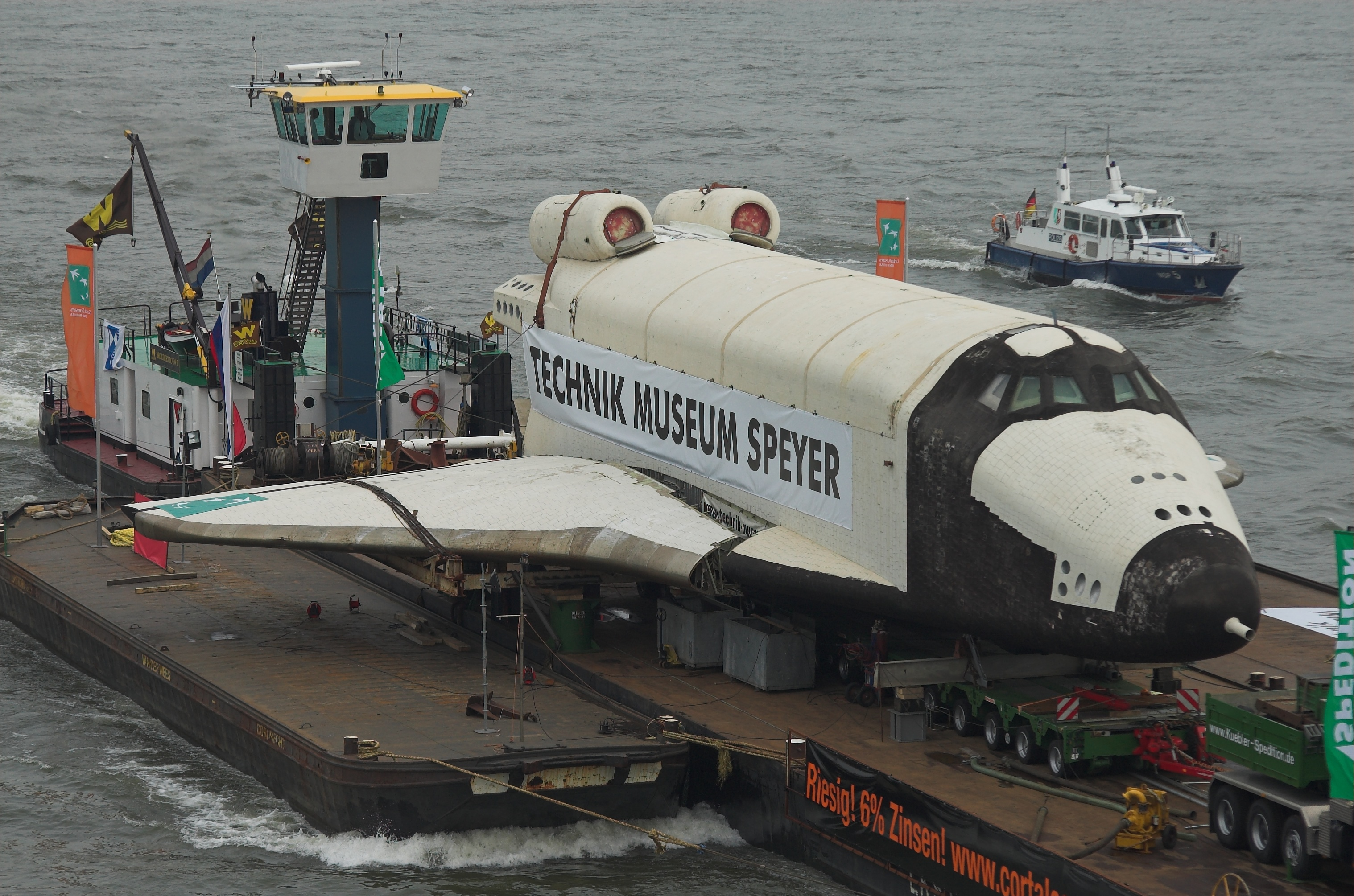
OK-GLI sur en route vers Spire sur le Rhin près de Bonn.

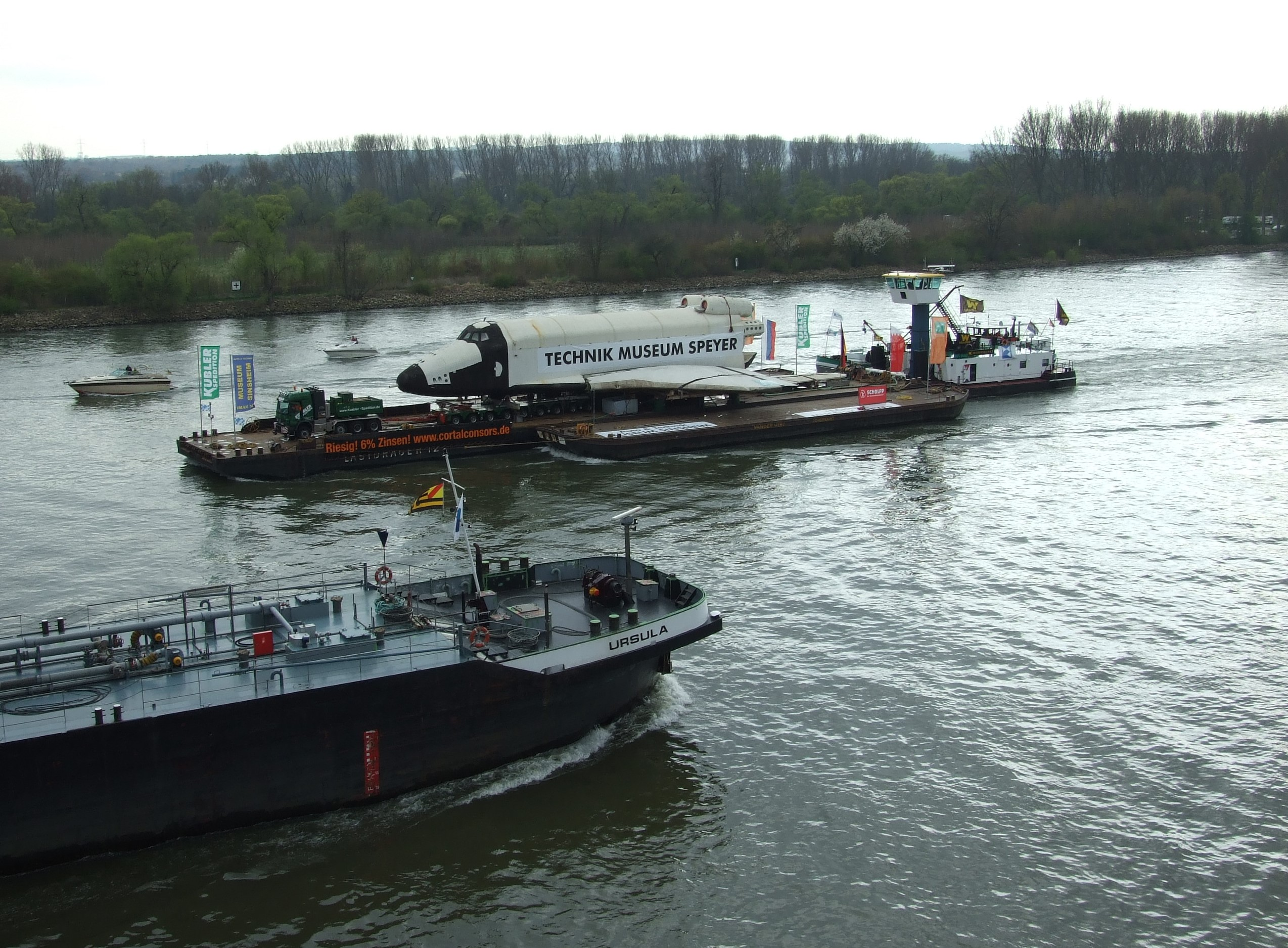
À Mayence.

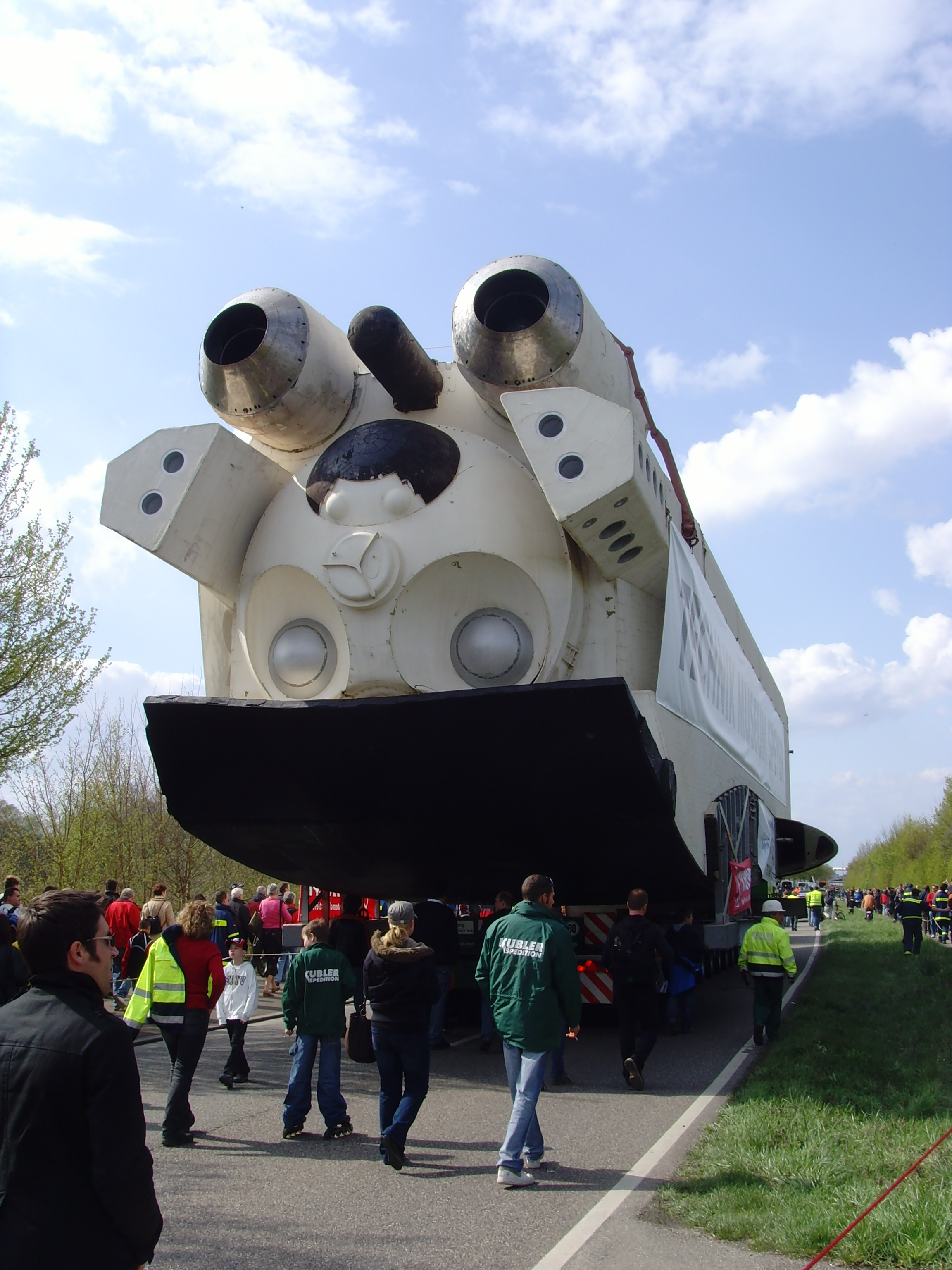
OK-GLI lors de son dernier voyage, vers le musée des techniques de Spire.

Après remontage, OK-GLI a été exposé dans un abri temporaire pour les Jeux olympiques de 2000 à Sydney. Les visiteurs pouvaient se promener autour et à l'intérieur du véhicule (une passerelle a été construite le long de la soute de la navette), et les plans ont été mis en place pour une tournée de plusieurs villes d'Australie et d'Asie. Les propriétaires, cependant, ont fait faillite après les Jeux olympiques, et le véhicule a été déplacé à l'air libre et stocké pendant un an, dans une aire de stationnement et protégé par rien de plus qu'une grande bâche, où il a subi une détérioration et du vandalisme répété.
Le véhicule d'essai OK-GLI a ensuite été proposé à la vente, y compris par une vente aux enchères sur la radio de Los Angeles News 980 KFWB-AM avec un prix de départ de 6 millions de dollars, toutefois, il n'a reçu aucune offre réelle. En septembre 2004, une équipe de journalistes allemande a retrouvé la navette OK-GLI au Bahreïn. Il fut ensuite acheté par le Sinsheim Auto & Technik Museum, devant être acheminé vers l'Allemagne en 2005. En raison de problèmes juridiques, il est resté au Bahreïn pendant cinq ans, en attendant le règlement d'une transaction judiciaire internationale sur les honoraires.
Le 4 mars 2008, l'OK-GLI a commencé son voyage par la mer vers le musée des techniques de Spire où il a été rénové et sert d'exposition.
Le voyage connut un début inquiétant lorsque, pendant le transfert de la barge de stockage au navire, il y eut une défaillance du mécanisme de levage qui fit tomber la queue de la navette du dessus de la hauteur du pont au fond de la cale. Personne ne fut blessé, et le navire et comme la navette ne souffrirent que de dommages mineurs.

## Pour en savoir plus
- Heinz Elser, Margrit Elser-Haft, Vladim Lukashevich: Buran - History and Transportation of the Russian Space shuttle OK-GLI to the Technik Museum Speyer, two Languages: German and Englisch, 2008  (ISBN 3-9809437-7-1)